# Horînîci, Zaricine
Horînîci (în ucraineană Гориничі) este un sat în comuna Omît din raionul Zaricine, regiunea Rivne, Ucraina.

## Demografie
Componența lingvistică a localității Horînîci
     Ucraineană (96,97%)
     Rusă (1,52%)
     Belarusă (1,52%)
Conform recensământului din 2001, majoritatea populației localității Horînîci era vorbitoare de ucraineană (96,97%), existând în minoritate și vorbitori de rusă (1,52%) și belarusă (1,52%).